# Seilbahn des NH-Hotels Prag

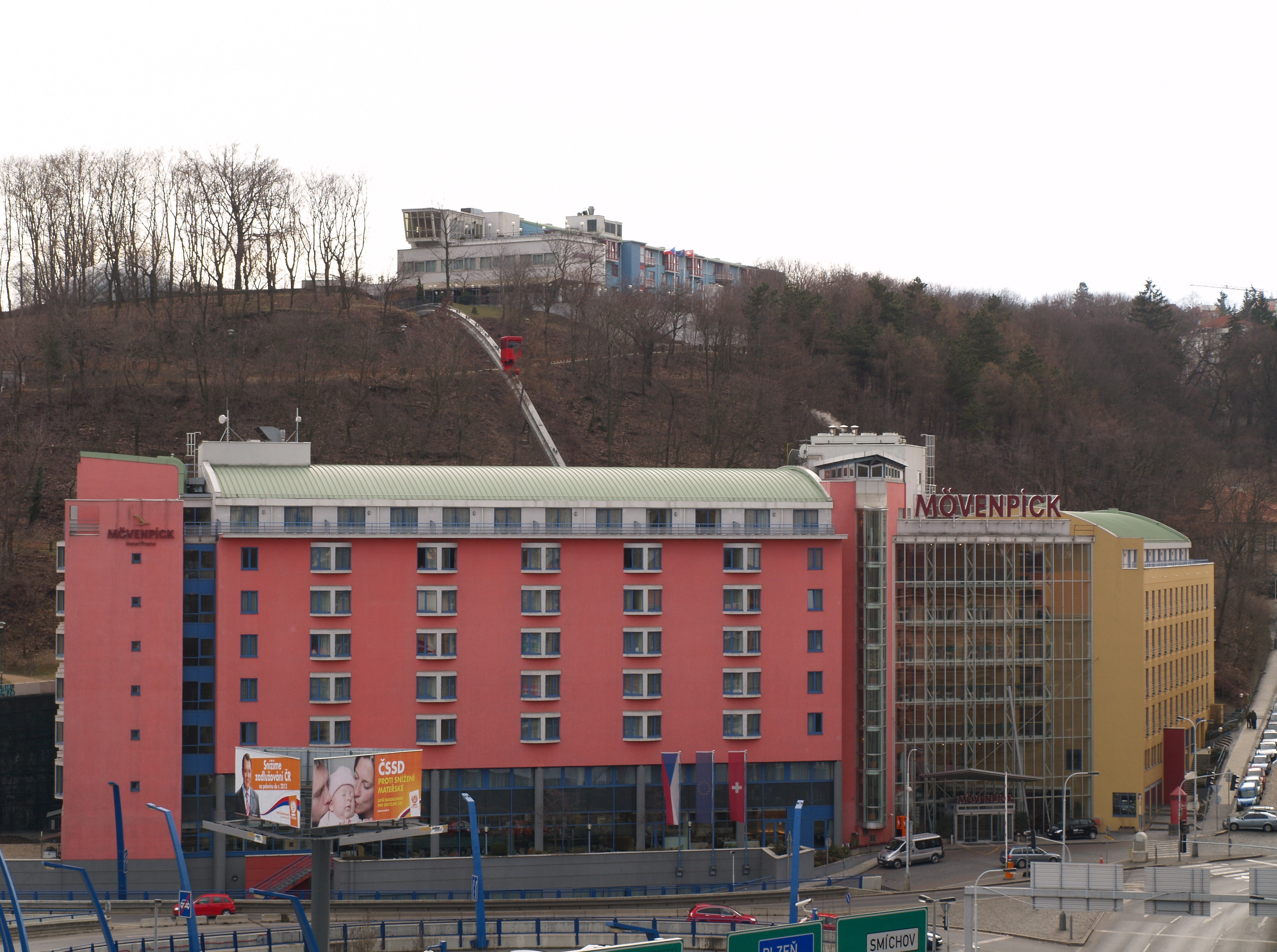
Seilbahn zwischen den beiden Gebäuden des Mövenpick-Hotels in Prag-Smíchov

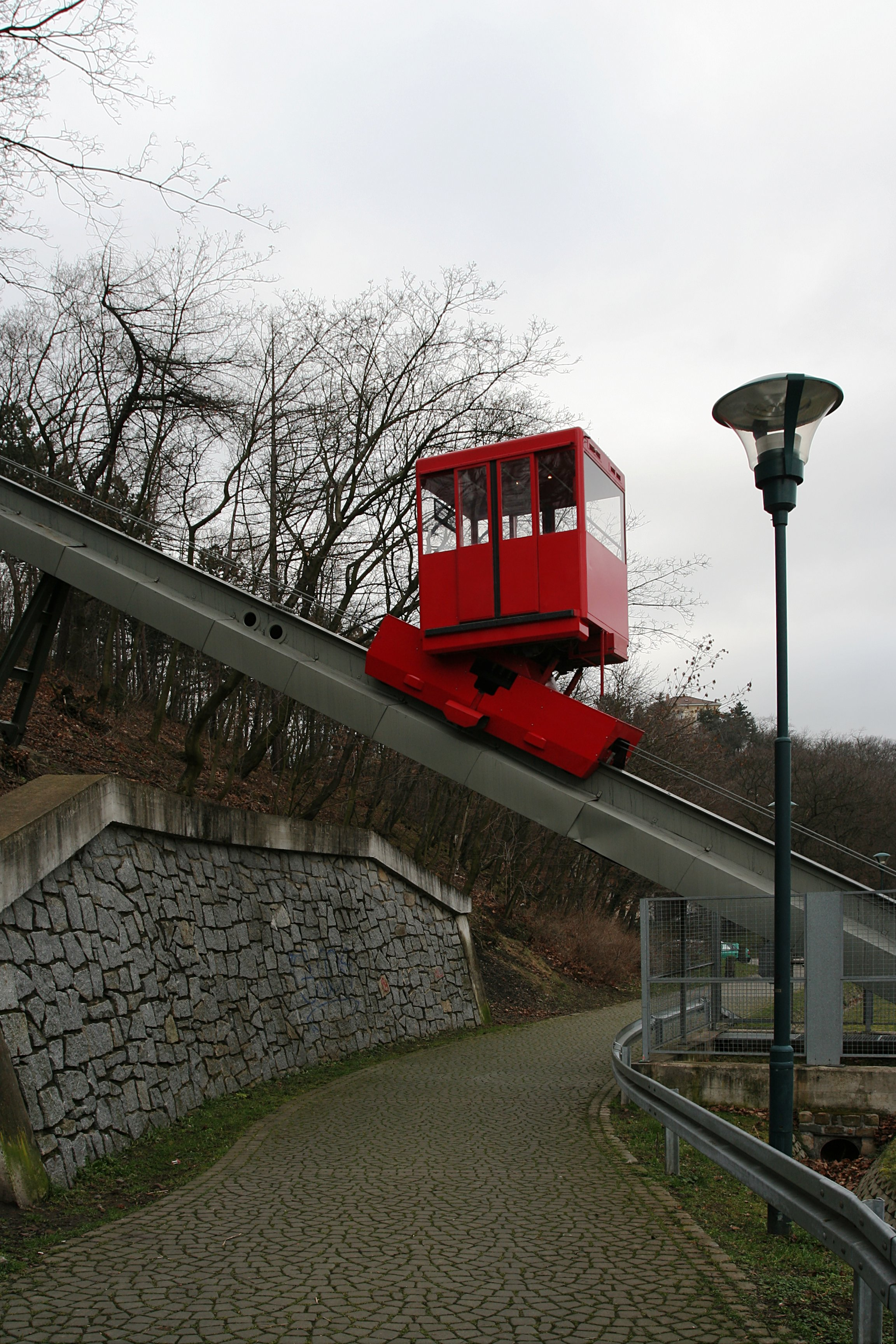
Seilbahn zwischen zwei Gebäuden des Mövenpick-Hotels in Prag-Smíchov

Die Seilbahn des Hotels NH Prague City (bis Oktober 2012: Hotel Mövenpick) ist ein Schrägaufzug (technisch eine Standseilbahn), die in der tschechischen Hauptstadt Prag im Stadtteil Smíchov zwischen zwei Gebäuden des NH Hotels verkehrt. Die Eröffnung fand im Jahr 1996 statt. Sie überquert einen Fußweg auf der Anhöhe zwischen den beiden Stationen und fährt ansonsten nicht unmittelbar über oder neben bewohntem Gebiet.

## Geschichte

### Vorgeschichte
Die Pläne für eine direkte Verbindung von zwei Gebäuden des Mövenpick-Hotels in Prag-Smíchov mit einem schienengebundenen Verkehrsmittel gehen auf das Jahr 1989 zurück. Unmittelbar nach der politischen Wende in der ČSSR in jenem Jahr erinnerte man sich an die ursprünglich zwei Standseilbahnen, die vom Stadtzentrum aus auf zwei umliegende Hügel verkehrten. Allerdings erwies sich der Bau einer vollwertigen Bahn dieser Art im Stil der seit langer Zeit einzigen verbliebenen, 1891 eröffneten Petřín-Standseilbahn, wenn auch in deutlich kleinerem Maßstab, vor allem wegen der relativ kurzen Fahrstrecke als viel zu aufwändig und teuer.

### Bau und Eröffnung
Die Lösung schien der Bau eines Schrägaufzugs zu sein, eines Transportmittels an der Grenze zwischen der Standseilbahn und einem Aufzug, der ebenfalls (im klassischen Fall) durch ein Seil angetrieben wird, dessen Fahrweg jedoch im Gegensatz zu letzterem nicht senkrecht verläuft. Als ideelles Vorbild dienten die bis heute zahlreichen Schrägaufzüge von Valparaíso in Chile, welche die höher gelegenen Stadtteile mit den niederer gelegenen verbinden. Allerdings kam in diesem Fall der Bau einer Anlage nach konventioneller Art nicht in Betracht, da in jedem Fall die wichtigen Aspekte des Komforts und der Sicherheit zu berücksichtigen waren sowie die vorhandenen Platzverhältnisse eine solche ohnehin nicht zuließen.
Der Auftrag zum Bau ging an die österreichische Doppelmayr, deren auf den Bau von auf Schienen oder anderen speziellen Fahrwegen fahrenden seilgezogenen Bahnen spezialisierte Sparte Doppelmayr Cable Cars (DCC) einen kleinen Schrägaufzug in etwa im Stil der eigenen Automated People Mover – APM (deutsch: Automatisierte Personenbeförderer) konstruierte. Der einteilige Fahrweg der Bahn erinnert dabei an eine Einschienenbahn (Monorail), und dieser Schrägaufzug kann aufgrund dieser speziellen Konstruktion als Zwischenlösung aus einem klassischen Schrägaufzug und Monorail angesehen werden. Die Eröffnung des Schrägaufzugs erfolgte nach etwa einem Jahr Bauzeit zusammen mit dem zur gleichen Zeit renovierten Mövenpick-Hotel im Jahr 1996.
Obwohl diese Bahn auf Tschechisch fast immer inoffiziell als (pozemní) lanová dráha oder lanovka (Standseilbahn) bezeichnet wird (da hier noch nicht zwischen Standseilbahn und Schrägaufzug unterschieden wird), ist sie technisch betrachtet unbestreitbar ein Schrägaufzug. In Konsequenz dazu wird die Bahn in seltenen Fällen neuerdings auch als Šikmý výtah Hotel Mövenpick (Schrägaufzug Hotel Mövenpick) genannt. Es kommt jedoch auch im englischen Sprachraum vor, dass dieser oder auch andere Schrägaufzüge technisch nicht korrekt als Mövenpick Hotel funicular (Mövenpick-Hotel-Standseilbahn) eingeordnet wird, seltener auch und nicht weniger unrichtig als Mövenpick Hotel cable train bzw. Mövenpick Hotel cable car (Mövenpick-Hotel-Kabelbahn) – wie auch auf der Internet-Seite des Hotels zu lesen – richtig wäre die Bezeichnung Mövenpick Hotel inclined elevator. Offiziell ist diese Anlage keine Seilbahn und sie unterliegt nicht dem Bahngesetz, im Unterschied zu Seilbahnen.
Die einzige Kabine dieses Schrägaufzugs wird dabei durch zwei elektrisch angetriebene Drahtseile in Bewegung gesetzt, ihr Fahrweg besteht jedoch nicht wie bei gewöhnlichen Standseilbahnen oder Schrägaufzugen aus Eisenbahn- oder Straßenbahn(ähnlichen) Schienen, die am Boden und/oder einer schrägen Fläche bzw. Brücke befestigt sind, sondern aus einem aus mehreren Fertigteilen zusammengesetzten kombinierten System, das auf Trägern montiert ist. Aus diesem Grund, aber auch wegen der relativ geringen Größe der gesamten Anlage und weil die einteilige Fahrschiene eine in etwa an die der Doppelmayr-eigenen seilgezogenen Kabinenbahnen angelehnte Bauart darstellt, beträgt die Spurweite (wenn diese auch nicht im eigentlichen Sinne angegeben werden kann) 550 mm, dies ist der Abstand zwischen den beiden aus einem Satz insgesamt 16 kleinerer von außen nicht sichtbarer Räder mit Spurkränzen bestehenden Laufwerk. Die Seilführung erfolgt nicht mittels Rollen zwischen dem Fahrweg, sondern etwas über diesem jeweils mit Umlenkrollen an den Übergängen an Berg- und Talstation. Die Strecke überwindet bei einer Länge von 156 m einen Höhenunterschied von 51 m, die Steigung beträgt 45°. Die durchschnittliche Fahrgeschwindigkeit zwischen den beiden Hotelgebäuden beträgt 2 m/s und die Fahrzeit 1,3 Minuten (78 Sekunden). Die Kabine besitzt zwei unabhängige Bremssysteme.
Die Kabine der Bahn, farblich in einem kräftigen Signalrot gehalten, ist von den Abmessungen her eher klein und im 45°-Winkel (entsprechend der Steigung) horizontal zum Fahrweg angeordnet, so dass sie über einen ebenen Boden verfügt. Sie besteht ganz aus Stahl, verfügt über zweiteilige Schiebetüren an jeder Seite und ist seitlich rundherum verglast. Ihr Fassungsvermögen beträgt maximal 16 Personen. Mit dieser kann die Bahn in der Stunde maximal 372 Personen befördern.

### Betrieb
Der Schrägaufzug fährt führerlos und vollautomatisch im Pendelverkehr, er wird von den Hotelgästen nach Bedarf wie ein Aufzug bedient und ist rund um die Uhr verfügbar.

## Technische Daten
- Bergstation: 50° 4′ 11,5″ N, 14° 23′ 47,4″ O
- Talstation: 50° 4′ 15,7″ N, 14° 23′ 48,7″ O
- Bahn-Typ: Personen-Schrägaufzug zum Betrieb im Pendelsystem mit einem an 16 Punkten laufenden Fahrzeug (Bez. nach tschechischer Norm: P-16)
- Bauart/Hersteller: Doppelmayr
- Spurweite: 550 mm
- Standort des Antriebs: Bergstation
- Antriebsart: Elektrisch
- Max. Transportkapazität: 372 Personen/Stunde
- Länge der Fahrstrecke: 156 m
- Höhe Talstation: 205 m n.m.

- Höhe Bergstation: 256 m n.m.

- Höhenunterschied: 51 m
- Max. Steigung: 45° (100 %)
- Leistung Hauptantrieb: ca. 30 PS (23 kW)
- Anzahl Antriebsseile: 2
- Durchmesser Antriebsseile: 20 mm
- Max. Fahrgeschwindigkeit: 2,5 m/s
- Mittlere Fahrgeschwindigkeit: 2,0 m/s
- Fahrzeit: ca. 1,5 Minuten
- Anzahl Fahrzeuge: 1
- Fassungsvermögen Kabine: 16 Personen
- Eröffnungsjahr: 1996

## Weitere Prager Standseilbahnen
- Petřín-Standseilbahn
- Letná-Standseilbahn